# Ильин, Игорь Ростиславович
И́горь Ростисла́вович Ильи́н (23 ноября 1924, с. Пушкино, Московская область, РСФСР, СССР — 1 февраля 2025, Тирасполь, ПМР) — участник Великой Отечественной войны, механик авиационного полка «Нормандия-Неман». Приднестровский писатель, Член Международного сообщества писательских союзов, Союза писателей России, Союза писателей и Союза журналистов Приднестровья, лауреат различных литературных конкурсов. Кандидат сельскохозяйственных наук.

## Биография
Родился 23 ноября 1924 года в селе Пушкино Московской области. В 1941 году поступил в Московскую сельскохозяйственную академию имени К. А. Тимирязева, а в 1943 был призван в ряды Советской Армии. До конца Великой Отечественной войны служил авиамехаником в полку «Нормандия — Неман». До 1944 года ремонтировал истребитель Марка Вердье.
После войны работал агрономом на севере в Тюменской области, затем в Азербайджане и на Дальнем востоке. В 1961 году вместе с супругой переехал в Тирасполь.
4 октября 2012 года состоялась церемония вручения знаков Кавалера Ордена Почетного Легиона. В 2014 году выпустил книгу «Дороги фронтовые», в которой рассказывается об истории французского истребительного полка «Нормандия — Неман». Тираж составил 100 штук.
Автор семи книг, множества статей, стихотворений и других публикаций.
Скончался 1 февраля 2025 года в Тирасполе (ПМР).

## Награды
- Кавалер ордена Почётного легиона (2012)[9]
- Нагрудный знак «70 лет создания Нормандии-Неман»[10]
- Грамота Президента ПМР (14.10.2004)[11]
- Медаль «За трудовую доблесть» (ПМР) (26.10.2009)[12]